# Lipce (województwo dolnośląskie)
Lipce (niem. Lindenbusch) – wieś w Polsce położona w województwie dolnośląskim, w powiecie legnickim, w gminie Miłkowice na Wysoczyźnie Chojnowskiej. Nad miejscowością góruje Wąwelno (178 m n.p.m.) z nowym cmentarzem komunalnym dla miasta Legnicy.

## Położenie
Lipce położone są przy węźle drogowym Legnica Zachód – skrzyżowaniu drodgi krajowej nr 94 i drogi ekspresowej S3. 
Zabudowania miejscowości położone są na południe od drogi krajowej nr 94.

## Historia

### Przed 1945 r.

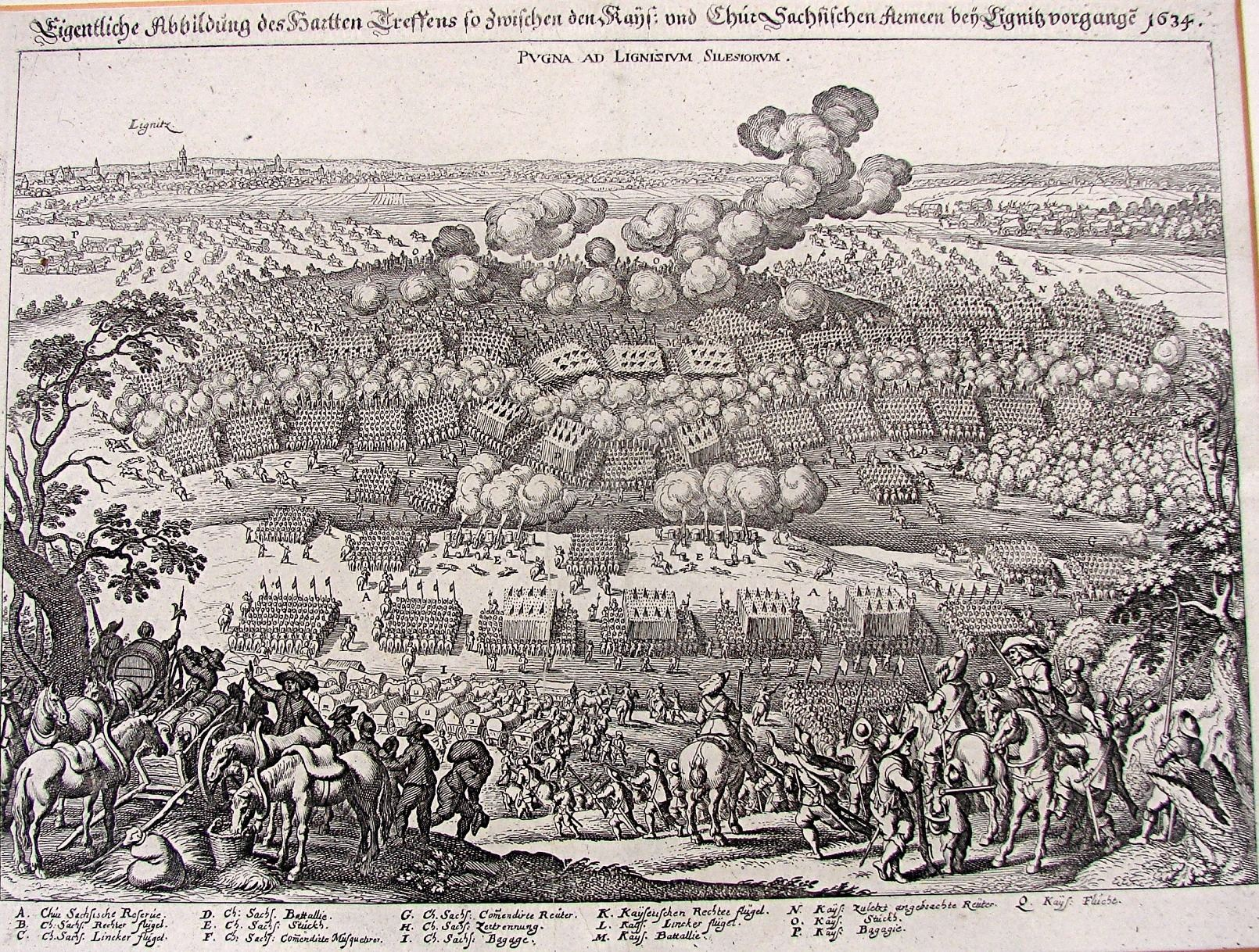
Bitwa pod Lipcami 13 maja 1634 r.

Podczas badania archeologicznych w trakcie budowy obwodnicy zachodniej dla Legnicy archeolodzy odnaleźli cmentarzysko ciałopalne kultury łużyckiej. Odkryto 13 jam grobowych rozległej nekropolii pochodzącej z okresu 1700–1300 lat do 500 lat p.n.e.. W grobach znaleziono fragmenty ceramiki i naczynia. Szacowano, że Łużyczanie używali cmentarzyska przez kilkaset lat.
Lipce zostały wybudowane przy jednej z odnóg tzw. Wysokiej Drogi (Via Regia), transeuropejskiego szlaku handlowego.
Miejscowość była wzmiankowana w średniowieczu jako Lynden posch (1424).
W okolicach miejscowości miało miejsce kilka bitew. W 1452 roku między Lipcami a Ulesiem wojska księcia piastowskiego Jana I lubińskiego usiłujące odbić zbuntowane miasto Legnicę zostały pobite przez patrycjat legnicki, który złożył uprzednio hołd bezpośrednio władcy czeskiemu Władysławowi. 13 maja 1634 w czasie wojny trzydziestoletniej, pod Lipcami miała miejsce tzw. bitwa pod Legnicą, stoczona pomiędzy protestanckimi wojskami saskimi a katolicką armią cesarza Fryderyka II Habsburga.
Do Lipiec przynależały dobra rycerskie z folwarkiem Annawerde, położone na zachód od centrum wsi. 26 sierpnia 1817 na wzgórzu Wąwelno oddano wieżę widokową w formie belwederu – pomnik upamiętniający bitwę z 1634 roku oraz Bitwę nad Kaczawą z 1813 roku. Budowla przestała istnieć w latach 30. XX wieku.
Od 1812 roku w Lipcach istniał zajazd, który zyskał popularność wśród mieszkańców Legnicy. Właściciel zajazdu zorganizował w 1864 roku połączenie omnibusowe z Legnicą. Mieszkańcy Lipiec, podobnie jak zamieszkujący inne podlegnickie wsie: Piekary Wielkie i Przybków domagali się na początku XX wieku doprowadzenia linii legnickich tramwajów. Żądania mieszkańców Lipiec, inaczej niż w przypadku Piekar i Przybkowa, nie zostały jednak spełnione.
W południowo-wschodniej części wsi istniała cegielnia, funkcjonująca do XX wieku. Pozostałości po dawnej cegielni - budynek mieszkalny, zabudowania gospodarskie i staw - rozebrano w trakcie budowy drogi ekspresowej.
Na miejscu folwarku Annawerde w latach 30. XX wieku zbudowano poligon wojskowy Wehrmachtu i lądowisko dla szybowców. 
Bezpośrednio przed II wojną światową Lipce należały do gminy z siedzibą w Czerwonym Kościele.

### Po 1945 r.
Po II wojnie światowej Lipce były gromadą w gminie Krotoszyce. W roku 1954 obszar wsi włączono do gromady Ulesie w ówczesnej gminie Grzymalin. Od 1968 roku Lipce weszły w skład gromady Miłkowice. Od 1973 roku miejscowość leży na obszarze gminy Miłkowice.
Poniemiecki poligon na wzgórzu Wąwelno po wojnie zajęła Północna Grupa Wojsk Armii Radzieckiej, urządziwszy na nim stację radiolokacyjną. Nieopodal miejscowości Lipce i Goślinów, na wzgórzu Sikornik w latach 60. XX wieku zorganizowano poligon garnizonu Sił Zbrojnych Polskiej Rzeczypospolitej Ludowej „Legnica”.
W połowie lat 60. XX wieku wzgórze Wąwelno zostało wytypowane przez Wojewódzką Radę Narodową we Wrocławiu jako jedna z najkorzystniejszych (względem szkodliwego oddziaływania huty miedzi) lokalizacji dla nowego szpitala zespolonego Legnicy. Ostatecznie, na skutek sprzeciwu dowództwa radzieckiego wojewódzki szpital specjalistyczny zbudowano po przeciwnej, wschodniej stronie Legnicy.
Od 1964 roku Lipce posiadały połączenie autobusowe MPK z Legnicą i Ulesiem. 
Na trasie Lipce – Chojnów – Lipce odbyła się w kwietniu 1966 jazda indywidualna na czas podczas pierwszego wyścigu kolarskiego serii „Szlakiem Grodów Piastowskich”.
W latach 80. XX wieku obszar obejmujący obręby wsi Lipce (na północ od drogi Legnica – Chojnów) i Ulesie był planowany do zagospodarowania na nowe osiedla mieszkaniowe Legnicy – wielki zespół mieszkaniowy Ulesie. W marcu 1990 roku opracowana została dokumentacja urbanistyczna dla pierwszych jednostek A2 i A4 wzdłuż późniejszej obwodnicy zachodniej. Realizacji pierwszego etapu, a w konsekwencji całego osiedla zaniechano wobec pogorszenia się warunków kredytowania inwestycji spółdzielczych. Wobec zmiany sytuacji geopolitycznej, skutkującej wyjściem z Polski w 1993 roku Północnej Grupy Wojsk Federacji Rosyjskiej nastąpiło zwolnienie znacznej liczby mieszkań w Legnicy; budowa osiedla stała się zbędna.

### Po roku 1990
Wraz z opuszczeniem Polski przez wojska radzieckie, w 1993 roku poradziecki poligon na Wąwelnie stał się własnością miasta Legnicy. W 1997 roku zarząd miasta zdecydował o przeznaczeniu terenu na cmentarz. Pierwszy etap nekropolii wzniesiono w latach 2009-2013.
Po likwidacji Wojewódzkiego Przedsiębiorstwa Komunikacyjnego w Legnicy w lipcu 1996 roku gmina Miłkowice zrezygnowała z autobusów miejskich. Połączenie do Lipiec i Ulesia obsługiwał od tego czasu mikrobusami prywatny przewoźnik drogowy. Wobec problemów z działalnością przewoźnika na linii Legnica - Lipce - Ulesie, w sierpniu 2012 roku ponownie uruchomiono połączenia autobusowe MPK.
Garnizon Wojska Polskiego „Legnica” rozformowano w 2008 roku. Teren byłych poligonów w rejonie wzgórza Sikornik między Lipcami a Goślinowem został przeznaczony na osiedle domów jednorodzinnych. Na przyszłym osiedlu w obrębie Lipiec wyznaczono kilkadziesiąt regularnych działek ewidencyjnych.
Do roku 2015 Lipce były przysiółkiem wsi Ulesie. Uchwałą Rady Gminy Miłkowice z dnia 8 czerwca 2015 miejscowość została samodzielnym sołectwem.

## Zabytki
Do wojewódzkiego rejestru zabytków wpisany jest:
- pałac, nr 19, z końca XIX w., przebudowany w XX w.

Pozostałe obiekty:
- folwark[31]
- relikty ogrodów[31]
- relikty parku[31]